# Postwegmoore
Koordinaten: 51° 38′ 38″ N, 6° 55′ 0″ O
Das Naturschutzgebiet Postwegmoore liegt auf dem Gebiet der Stadt Dorsten im Kreis Recklinghausen in Nordrhein-Westfalen. 
Das Gebiet erstreckt sich südwestlich der Kernstadt von Dorsten und südlich von Östrich. Am nördlichen Rand des Gebietes verläuft die Kreisstraße K 24, östlich die A 31 und westlich die Landesstraße L 104. Nördlich erstreckt sich das 26,8 ha große Naturschutzgebiet (NSG) Rütterberg-Nord und südlich – auf dem Gebiet der kreisfreien Stadt Bottrop – das 39,6 ha große NSG Postwegmoore und Rütterberg-Nord.

## Bedeutung
Das etwa 78,1 ha große Gebiet wurde im Jahr 1981 unter der Schlüsselnummer RE-008 unter Naturschutz gestellt. Schutzziele sind 
- die Erhaltung und Entwicklung eines durch Sande geprägten Vegetationskomplexes aus kleinen Mooren, Birkenmoorwäldern, Bruchwäldern und -gebüschen, Heideweiher sowie eines verlandenden großen Abgrabungsgewässers durch Überlassen zur Sukzession sowie
- die Pflege und Entwicklung der Zwischenmoorreste, Heiden und Feuchtgrünland durch Entkusselungsmaßnahmen bzw. extensive Bewirtschaftung.[3]